# Давайте зберемось разом
«Давайте зберемось разом» (англ. Let's Get Together) — науково-фантастичне оповідання американського письменника Айзека Азімова, опубліковане в 1957 році у журналі Infinity Science Fiction. Оповідання ввійшло в збірки «Інше про роботів» (1964), «Все про роботів» (1982).

## Сюжет
Під час холодної війни в Вашингтон прибуває агент з Москви зі звісткою про те, що в США проникли 10 людиноподібних роботів, які є частинами однієї бомби, яка вибухне, коли вони зберуться разом.
Роботи є копіями людей, що відвідували СРСР і були там підмінені.
Найнагальнішим питанням стають:
- визначення місця підриву бомби, припускаючи намір завдати максимальної шкоди;
- надолуження відставання в робототехніці, яке може стати фатальним в майбутній війні.

Для цього терміново скликають на конференцію всіх видатних вчених по робототехніці та суміжних науках.
Але в останній момент в голови Бюро Робототехніки виникає здогад, що супротивник прорахував їхні кроки і майбутня конференція і є місцем найболючішого удару, який залишить їх без провідних науковців.
Він пропонує здійснити перевірку всіх учасників конференції негайно по їх прибутті. Відповідь супротивника проявляється миттєво — 10 вчених вибухають в дорозі. Розуміючи, що відбувся витік інформації і бажаючи отримати тіло останнього робота неушкодженим, він негайно зрізає бластером голову агенту.